# Министр по делам государственной службы Великобритании
Министр по делам государственной службы Великобритании (англ. Minister for the Civil Service) — должность в британском кабинете министров, отвечающая за регулирование вопросов, касающихся государственной службы Его Величества. Роль государственной службы заключается в содействии правительствам Великобритании в формулировании и реализации политики. Эту должность неизменно занимает премьер-министр Великобритании.

## Роль
В знак признания первостепенной власти премьер-министра над государственной службой, существует конституционный обычай, согласно которому эту должность всегда будет занимать премьер-министр. Таким образом, список министров по делам государственной службы идентичен списку премьер-министров Великобритании с 1968 года.
Согласно Закону о функциях управления государственной службой 1992 года, министр может делегировать свои полномочия другим министрам и лицам, таким как правительство Шотландии. Премьер-министр Гордон Браун назначил Тома Уотсона ответственным за цифровое взаимодействие и вопросы государственной службы, а премьер-министр поручил канцлеру герцогства Ланкастерского и министру кабинета министров (ранее Майклу Гоуву и Стивену Баркли) ответственность за государственную службу.
Законодательный акт «Передача функций (Казначейство и министр по делам государственной службы) Порядок 1995 года», который передал функции министру, ответственному за государственную службу, вступил в силу 1 апреля 1995 года.
Закон о конституционной реформе и управлении 2010 года кодифицирует полномочия министра по делам государственной службы управлять государственной службой, включая «полномочия по назначению», публикацию кодекса поведения государственной службы и право быть консультированным перед публикацией принципов набора персонала Комиссией по государственной службе. Закон также требует, чтобы министр по делам государственной службы публиковал кодекс поведения специальных советников, утверждал условия их назначения и публиковал ежегодный отчёт о специальных советниках, служащих правительству Великобритании.

## Департамент государственной службы
Министерская должность была создана для Гарольда Вильсона 1 ноября 1968 года, когда ответственность за оплату труда и управление государственной службой была передана от Казначейства Его Величества новому Департаменту государственной службы.
Маргарет Тэтчер объявила об упразднении Департамента государственной службы в Палате общин 12 ноября 1981 года.